# فرانکوایلر
فرانکوایلر (به آلمانی: Frankweiler) یک شهر در آلمان است که در زودلیشه واینشتراسه واقع شده‌است. فرانکوایلر ۹۲۳ نفر جمعیت دارد.